# Apatophysis komarowi
Apatophysis komarowi är en skalbaggsart som beskrevs av Semenov 1889. Apatophysis komarowi ingår i släktet Apatophysis och familjen långhorningar. Inga underarter finns listade i Catalogue of Life.